# Myrvisslare
Myrvisslare, Pyrgus centaureae är en fjärilsart som beskrevs av Jules Pierre Rambur, 1839. Myrvisslare ingår i släktet Pyrgus och familjen tjockhuvuden, Hesperiidae..

## Utbredning

### Sverige
Myrvisslare förekommer sällsynt i skogstrakter i norra Sverige. Sydgräns i Sverige: Norbergs kommun i Bergslagen.

### Utanför Sverige
I Europa begränsas utbredningen till myrmarker i norra Skandinavien och i norra Ryssland. Utbredningen i Ryssland och i norra Asien är fragmenterad och begränsad till ett fåtal områden. I Nordamerika har arten en mer sammanhängande utbredning, huvudsakligen i Kanada och östra Alaska.

## Levnadssätt
I juni flyger den på myrar med hjortron och dvärgbjörk växande på högre  vitmossetuvor. Larven lever först på dvärgbjörk och sedan på hjortron. Utvecklingen från ägg till färdig fjäril tar två år.

## Kännetecken
Myrvisslaren är den största arten inom släktet Pyrgus. Den saknar distinkta vita fläckar på bakvingens översida.
Den har en flikig inre avgränsning på det bredare tvärbandet av vita fläckar på bakvingens undersida.